# Valère Gille
Valère Gille, né à Anderlecht le 3 mai 1867 et mort le 1er juin 1950, était un poète belge.

## Biographie
Il fit des études de droit à l'Université de Louvain. Ami d'Iwan Gilkin, il publie ses premiers poèmes dans La Jeune Belgique, et rentre ainsi dans les milieux littéraires belges. Figure de proue de La Jeune Belgique, il dirigea cette revue de 1889 à 1891, formant avec Gilkin et Albert Giraud, membres de la revue, les "trois G". Il prend activement part à la "lutte" pour la place et la création d'une littérature de langue française en Belgique. En 1898, il reçoit le prix Archon-Despérouses. Poète parnassien à l'inspiration toute classique, ses premiers recueils sont très influencés par le symbolisme et le néo-classicisme, se rapprochant de Leconte de Lisle et de Théodore de Banville, ainsi que de son contemporain français Sébastien-Charles Leconte. La Cithare est couronné par le prix Archon-Despérouses de l'Académie française en 1898. On doit aussi à Valère Gille quelques essais et des comédies (Ce n'était qu'un rêve, 1903 et Madame reçoit, 1908). À la fin de sa vie, il retrace cette époque dans des essais : Du Symbolisme (1940) et La Jeune-Belgique au hasard des souvenirs (1943). Son patronyme fut modifié en Valère-Gille en 1947.
Conservateur de la Bibliothèque royale de Belgique, il milita pour la création d'une Académie royale de langue et de littérature françaises, qui fut établie en 1920 et dont il devint membre en 1921, puis directeur. Il succéda en 1945 à Albert Mockel à la tête du Musée Antoine Wiertz.
La Revue des deux mondes, no 21, 1er novembre 1951, a publié le début d'un poème, resté inédit, intitulé "La transfiguration d'Eros", p. 137-139.

## Œuvres
- Le Château des merveilles (1893)
- La Cithare (1897)
- Le Collier d'Opale (1899)
- Les Tombeaux (1900)
- Le Coffret d'ébène (1901)
- La Corbeille d'octobre (1902)
- Le joli Mai (1905)
- La Victoire ailée (1921)
- Du Symbolisme (1940)
- La Jeune-Belgique. Au hasard des souvenirs (Bruxelles, Office de Publicité, 1943)

## Hommages et distinctions
- L’Académie française lui décerne le prix de la langue-française en 1950.
- Grand officier de l'ordre de Léopold en 1946.